# الدوري الكرواتي الدرجة الثانية 1998–99
الدوري الكرواتي الدرجة الثانية 1998–99 (بالكرواتية: 2. HNL 1998./99.)‏ هو الموسم 8 من الدوري الكرواتي الدرجة الثانية ‏. أشرف على تنظيمه اتحاد كرواتيا لكرة القدم، وكان عدد الأندية المشاركة فيه 19، وفاز فيه HNK Vukovar '91 ‏.